# Rozdziałowice
Rozdziałowice (ukr. Роздільне) – wieś na Ukrainie w rejonie samborskim obwodu lwowskiego.

## Historia
Pod koniec XIX w. wieś w powiecie rudeckim.

## Urodzeni w Rozdziałowicach
- Bogdan Maryniak –  polski inżynier mechanik, wykładowca Politechniki Lwowskiej[2].